# Тодор Кашмаков
Тодор Христов Кашмаков е български революционер, деец на Вътрешната македоно-одринска революционна организация.

## Биография
Тодор Кашмаков е роден в 1880 година в Скопие, тогава в Османската империя, днес в Северна Македония. Присъединява се към ВМОРО и става терорист на Организацията в Скопие. Убива ренегата Стоян Джолев. Заловен е от османските власти и осъден на 101 години затвор. Лежи в Куршумли хан. Амнистиран е с общата амнистия от 1904 година.
През Балканската война е доброволец в Българската армия и служи в 5-и пехотен дунавски полк. Носител е на три ордена „За храброст“. Участва и в Първата световна война като ефрейтор със същия полк.
На 18 февруари 1943 година, като жител на Скопие, подава молба за българска народна пенсия, която е одобрена и пенсията е отпусната от Министерския съвет на Царство България.